# Rasmus Lindgren
Rasmus Lindgren (Landskrona, 29 novembre 1984) è un ex calciatore svedese, di ruolo centrocampista.

## Caratteristiche tecniche
Mediano, Lindgren può ricoprire ogni ruolo di centrocampo, dal trequartista al regista, ma anche esterno, sia destro che sinistro.

## Carriera

### Club

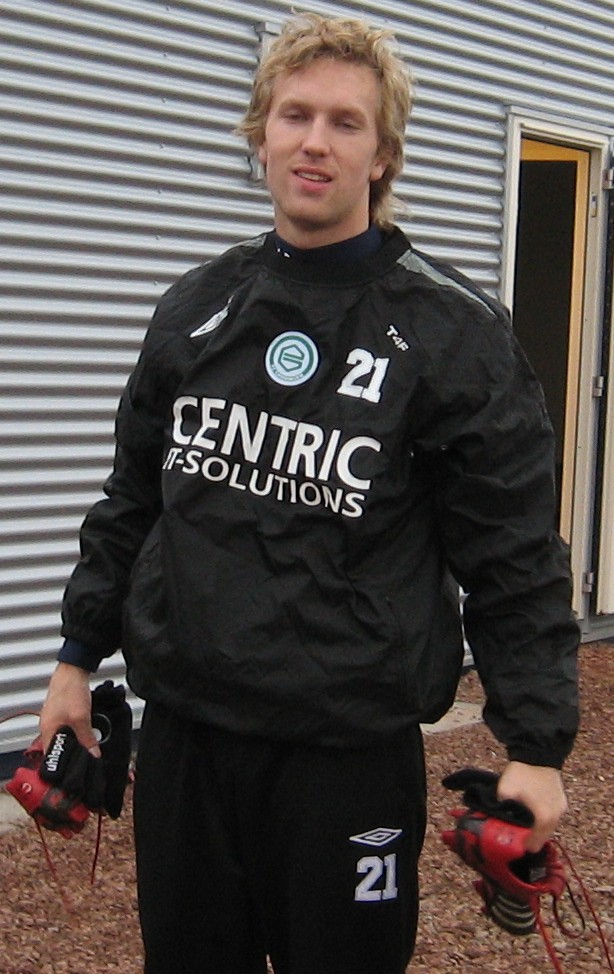
Lindgren nel 2006

Centrocampista di punta nelle giovanili del Landskrona BoIS, nel 2004 viene acquistato dall'Ajax. La sua prima stagione qui lo vede giocare 4 volte, partite che bastano al Groningen per decidere di puntare sul giovane svedese: ripaga le attese, con 32 presenze e 2 reti nella stagione 2005-06. Le successive stagioni sono anch'esse positive e vedono il Groningen partecipante alla Coppa UEFA. Il 28 gennaio 2008 ritorna all'Ajax per 2,5 milioni di euro.
Chiude la stagione con 11 presenze e 2 gol, il primo dei quali realizzato nel 6-2 contro lo Sparta Rotterdam, che risale al 15 febbraio 2008. Il 15 maggio vince l'Eredivisie nello scontro diretto vinto per 3-1 contro il Twente. Il 20 giugno 2011 decide di lasciare gli olandesi per trasferirsi nel campionato austriaco dove indosserà la maglia dei Red Bull Salisburgo A fine stagione rimane svincolato. Il 30 novembre 2012 torna al Groningen, club per il quale potrà giocare a partire dal 2013. Debutta da titolare in campionato il 20 gennaio 2013 in Groningen-Utrecht 0-2. Nella seconda parentesi al Groningen mette a referto altre 79 presenze in campionato. Scaduto il contratto, nel luglio 2016 diventa ufficialmente un giocatore dell'Häcken, facendo così ritorno in Svezia. Si ritira dal calcio giocato al termine dell'Allsvenskan 2021.

### Nazionale
È stato convocato per la prima volta dalla nazionale di calcio della Svezia nel 2008, mentre ha fatto parte dell'Under-21 dal 2005 al 2006, con 9 presenze.

## Palmarès

### Club

#### Competizioni nazionali
- Coppa dei Paesi Bassi: 2

Ajax: 2009-2010
Groningen: 2014-2015
- Campionato olandese: 1

Ajax: 2010-2011
- Campionato austriaco: 1

Red Bull Salisburgo: 2011-2012
- Coppa d'Austria: 1

Red Bull Salisburgo: 2011-2012
- Coppa di Svezia: 1

Häcken: 2018-2019